# 沈常宇
沈常宇（1977年—），博士，中国计量大学教授，主要从事光纤传感、LED固体照明、非线性光学等方面教学研究工作。现任中国计量大学光电学院副院长。

## 简历
1999年毕业于陕西师范大学物理学与信息技术学院，2002年取得硕士学位。2009年取得浙江大学光电系博士，导师为冯华君。

## 荣誉
曾荣获浙江省科学技术奖一等奖、浙江省高校科研成果三等奖、POEM最佳论文奖、中国计量学院首届教坛新秀、教师教学优秀奖、讲课比赛一等奖、课件比赛一等奖等。入选浙江省新世纪151人才工程第二层次。

## 头衔
- 中国光学学会会员
- 中国仪器仪表学会会员

## 出版著作
- 《光学原理》，沈常宇，金尚忠；清华大学出版社，2013